# ۱۴ مهر
۱۴ مهر دویستمین روز سال در گاه‌شماری خورشیدی است. به پایان سال ۱۶۵ روز (۱۶۶ روز در سال کبیسه) باقی‌است.

## مناسبت‌ها
- روز دامپزشکی در ایران
- روز تهران

## رویدادها
- ۱۲۸۶ - متمم قانون اساسی مشروطه بدست محمدعلی شاه قاجار امضا شد
- ۱۳۸۸ - راه‌اندازی شبکه مستند

## زادروزها
- ۱۳۰۷ - سهراب سپهری ، شاعر و نویسنده، نقاش
- ۱۳۲۳ - علی‌اکبر ناطق نوری، سیاست‌مدار
- ۱۳۵۶ - علی چنگیزی، نویسنده و منتقد ادبی
- ۱۳۵۸ - شیوا بلوریان، بازیگر
- ۱۳۵۸ - ساره بیات، بازیگر
- ۱۳۵۹ - شاهرخ استخری، بازیگر
- ۱۳۶۵ - محمدحسین میثاقی، گزارشگر فوتبال
- ۱۳۷۵ - محمد نادری، بازیکن فوتبال

## درگذشت‌ها
- ۱۴۰۱ - یزدان راد، بدن‌ساز
- ۱۴۰۲ - آتیلا پسیانی، بازیگر
- ۱۳۶۰_ انور سادات، رئیس جمهور مصر پیشین